# Žižkov
Žižkov is een wijk van de Tsjechische hoofdstad Praag. Voor 1922 was het een zelfstandige gemeente, die van 1881 tot 1922 zelfs de status van stad had. Nu is Žižkov onderdeel van de gemeente Praag en hoort het grotendeels bij het gemeentelijke district Praag 3. Kleine delen horen bij de districten Praag 8 en Praag 10. Het stadsdeel heeft een inwoneraantal van 57.225 (2006) en is genoemd naar de hussietenleider Jan Žižka.

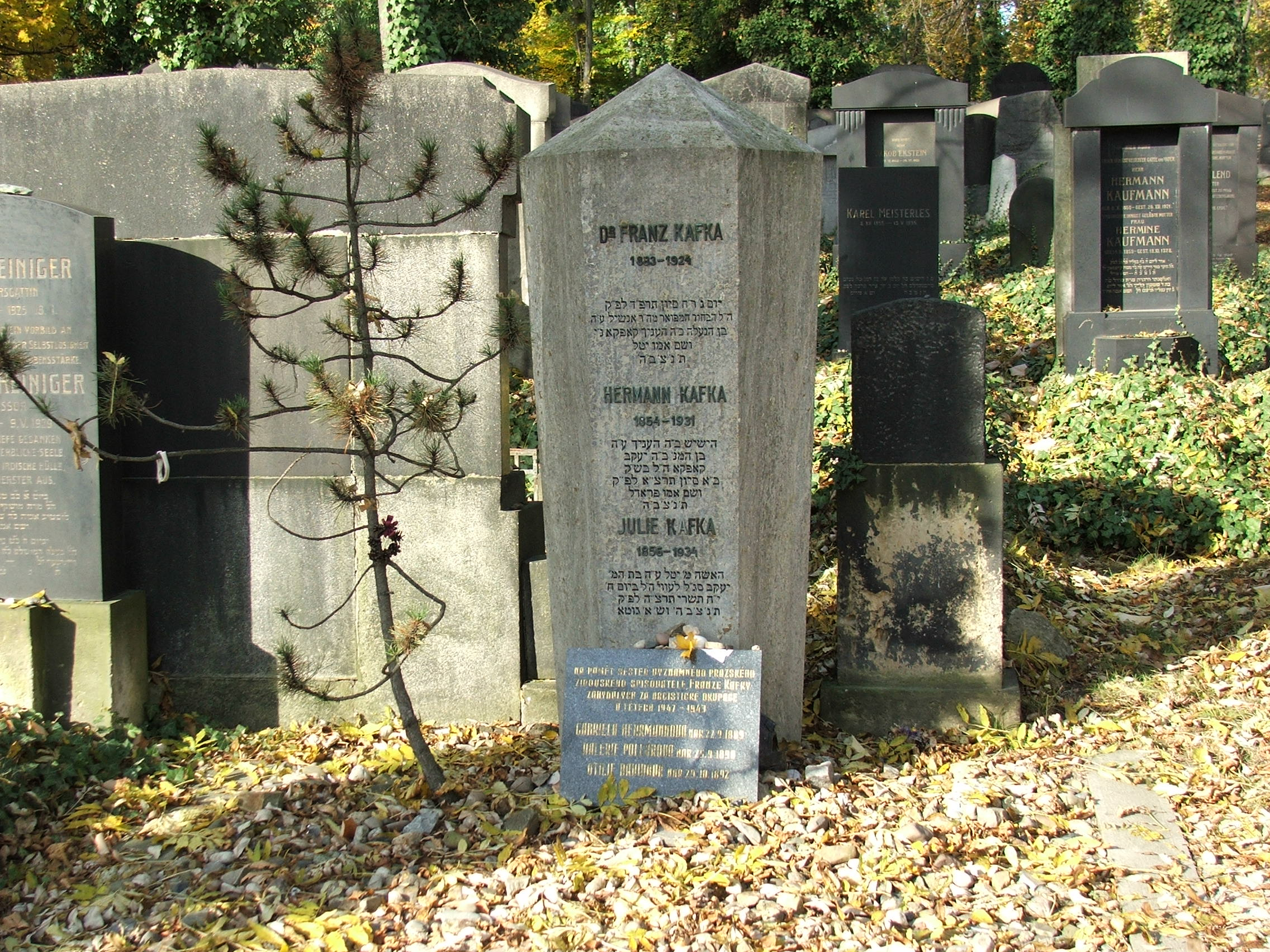
Het graf van Franz Kafka op de Nieuwe Joodse Begraafplaats

De plaats waar zich vandaag de dag de wijk Žižkov bevindt, was lange tijd een landelijk, dunbevolkt gebied. Toen koning Karel IV in de veertiende eeuw wijngaarden aan liet leggen rond het centrum van Praag kwam daar verandering in. Het gebied Královské Vinohrady (koninklijke wijngaarden), waar Žižkov onderdeel van was, kende een sterke groei toen de stad zich in de tweede helft van de negentiende eeuw buiten de oude stadswallen uit begon te breiden. In het jaar 1875 splitste Žižkov zich af van Vinohrady en in 1877 verkreeg het zijn huidige naam. Žižkov staat historisch gezien bekend als een arbeiderswijk met veel huurhuizen en laagopgeleide inwoners.
De wijk had vroeger een berucht imago en telt vandaag de dag een groot aantal kroegen. Het Palác Akropolis is een cultureel centrum waar verscheidene bekende artiesten, zoals Dead Kennedys, Sigur Rós en The Strokes hebben opgetreden.
Een bekende bezienswaardigheid in Žižkov is de Televisietoren Žižkov. Met een hoogte van 216 meter is dit het hoogste gebouw van Praag. In het noorden van de wijk, op de Vitkovheuvel, bevindt zich een groot monument met een standbeeld van Jan Žižka. Ook het voetbalstadion van FK Viktoria Žižkov, het FK Viktoria Stadion, staat in de wijk. Verder liggen in het oosten van Žižkov twee noemenswaardige begraafplaatsen: het Olšany-kerkhof, de grootste begraafplaats van de stad, en de Nieuwe Joodse Begraafplaats, waar zich het graf van de schrijver Franz Kafka bevindt.

## Geboren
- Jaroslav Seifert (1901-1986), schrijver, dichter, journalist en Nobelprijswinnaar (1984)